# DOS/360
Disk Operating System/360, também denominado DOS/360 ou simplesmente DOS, foi um sistema operacional para mainframes da IBM. Foi anunciado pela IBM no último dia de 1964, e começou a ser distribuído em junho de 1966.
DOS/VS foi um desenvolvimento posterior, lançado em 1972, quando o mecanismo de memória virtual tornou-se disponível no hardware da nova série System/370.
Posteriormente, a IBM lançou o DOS/VSE, VSE/ESA e z/VSE, a qual é a versão mais atual (2007). Em sua época, o DOS foi o mais difundido sistema operacional do mundo; seu sucessor, z/VSE, ainda era amplamente usado em 2006.
Embora o nome seja parecido, não existem similaridades técnicas entre o DOS/360 da década de 1960 e o DOS-x86 da década de 1980.